# Терёхина, Александра Романовна
Александра Романовна Терёхина ((10) 23 февраля 1916, Ольховец, Тульская губерния, Российская империя — 18 октября 1993, Москва, Россия) — советская и российская актриса театра и кино. Заслуженная артистка РСФСР (1953).

## Биография
Родилась 10 февраля, по некоторым данным 23 февраля 1916 года в Ольховец Тульской губернии. Росла в многодетной семье. Отец был рабочим Тульского патронного завода, мать являлась домохозяйкой. В 1919 году оба родителя ушли из жизни и дети были переданы в детский дом. Александра в нём находилась до 1921 года. Приёмный мужчина, который забрал Александру к себе оказался пьющим человеком, но лишь в 1926 году получилось у старшей сестры Марии забрать Александру проживать к себе в Москву. Старшая сестра внесла большой вклад в жизнь Александры.
Терёхина пошла учиться в 25-ю школу семилетку, а после окончания школы начала работать. После того, как интерес к работе так и не появился, Александра захотела пойти учиться в Центральный техникум театрального искусства, где прошла испытания и была в 1934 году принята в труппу. Спустя год перешла в училище при Московском центре Революции, который окончила в 1938 году. Играла изначально юношеские роли, позже перешла на взрослые роли, где была активно задействована в репертуаре.
Появление в кинематографии на экране появилось у Александры в 1940 году, дебютировав в фильме Григория Васильевича Александрова «Светлый путь», сыграв роль Клавдии (Клавы). По неизвестным причинам после дебюта, Терёхина десятилетиями не снималась в кино, но вернулась на экраны лишь в преклонном возрасте, играя различных старушек в небольших ролях.
Ушла из жизни по болезни 18 октября 1993 года в Москве. Похоронена на Хованском кладбище.

### Личная жизнь
Была замужем за артистом Тарасом Александровичем Соловьёвым (1903—1954), у них в браке родился сын по имени Андрей, который фактически рос за кулисами. Сын окончил ГИТИС, стал так же актёром.

## Оценочные мнения
Киновед Алексей Николаевич Тремасов рассказал о том, что Александра Романовна была энергичным, трудолюбивым человеком, делая всё своими руками, прекрасно шила, вязала, владела скорняжным ремеслом.
В театре вела активную общественную работу и занимала должность казначея. Со слов Тремасова, главной для неё, всё же, была актёрская профессия, без которой она не мыслила своё существование. В последние годы Александра Терёхина болела, но театр не оставляла, пока не скончалась.

## Творчество

### Фильмография
- 1940 — Светлый путь — Варя (по источнику Тремасова играла роль Клавы)
- 1969 — Христиане (фильм-спектакль) — возрастная женщина
- 1970 — Чудный характер — дежурная в гостинице
- 1971 — Минута молчания — Софья Павловна
- 1971 — Таланты и поклонники (фильм-спектакль); вторая серия — Матрёна
- 1981 — Родственники (фильм-спектакль) — бабушка
- 1983 — Дело за тобой — жительница села
- 1983 — Летаргия (эпизод)
- 1984 — Полоса препятствий — соседка
- 1984 — Формула любви — Загосина
- 1985 — Следствие ведут знатоки; 18 дело — хозяйка кошки
- 1986 — Дождь будет (фильм-спектакль) — Старенькая
- 1986 — Жизнь Клима Самгина (фильм-спектакль); вторая серия — Фелицата Назаровна
- 1987 — Под знаком Красного креста — Валентина Серафимовна
- 1989 — Князь Удача Андреевич — бабушка Севы Кухтина
- 1989 — Свет вечерний (фильм-спектакль) — Фаина Евсеевна
- 1990 — Самоубийца — соседка
- 1990 — Уроки музыки (фильм-спектакль) — бабка Николая

### Озвучивание
- 1953 — Два бигха земли — Канайя (Индия)
- 1957 — В одной столовой… (анимационный кукольный фильм)